# William Monahan
William J. Monahan (sinh ngày 3 tháng 11 năm 1960) là một nhà viết kịch và tiểu thuyết gia Mỹ. Kịch bản sản xuất thứ nhì của ông là The Departed, một bộ phim mà ông giành được một giải thưởng WGA và một giải thưởng Oscar cho Kịch bản chuyển thể hay nhất.
Monahan đã học Đại học Massachusetts tại Amherst, nơi ông học kịch Elizabeth và Jacobea. Ông đã chuyển đến Thành phố New York và đã góp phần cho alternative weekly New York Press và Talk, Maxim và Spy.. Trong năm 1997, Monahan đã giành 1 giải thưởng Pushcart Prize cho câu chuyện ngắn của ông "A Relation of Various Accidents Observable in Some Animals Included in Vacuo".. Monahan là 1 biên tập viên tại Spy trong năm cuối cùng của tạp chí, nơi ông sẽ đến ở gần các vấn đề hàng tháng để viết lại các bài báo và cải thiện những chuyện đùa.